# Слонівка
Сло́нівка — річка в Україні, в межах Тернопільської, Рівненської та Львівської областей. Права притока Стиру (басейн Прип'яті). 
Довжина 49 км, площа водозбору 549 км², похил річки 1,6 м/км. Долина переважно коритоподібна, завширшки до 4 м, завглибшки до 15 м. Заплава двостороння, ширина від 30—50 м (у верхів'ї) до 1 км (у нижній течії). Заплава і долина меліоровані. Річище звивисте, завширшки 6—12 м (подекуди 10—12 м), завглибшки до 1,2 м. Є ставки. 
Тече з південного сходу на північний захід територією Бродівської рівнини. Бере початок в селі Лідихів Кременецького району Тернопільської області, тече до ставка с. Лідихів, потім її течія переривається (крім паводкового періоду). Від с. Підзамче Дубенського району річка починає наповнюватись водою з джерел і приток. Впадає у Стир на захід від села Лешнів Бродівського району Львівської області. Основна довжина річки (близько 40 км з 49 км загальної довжини) пролягає територією Радивилівського району Рівненської області. 
Притоки: Баранська, Ситенька (праві), Лев'ятинка. На Слонівці — місто Радивилів. 
- Назва річки не пов'язана з назвою відомої тварини, а, за однією з версій, з сіллю (слонівка, солонівка — тобто солона вода, річка), за іншою версією — пов'язана з тим, що наповнюється водами з ланів (Зланівка, рос. — Слановка, що трансформувалося у Слоновка, Слонівка).